# Joseph Edkins
Joseph Edkins (geb. 1823; gest. 1905 in Shanghai) war ein britischer protestantischer Missionar der London Missionary Society.

## Leben
Joseph Edkins wurde 1823 geboren. Der bekannte Sinologe verbrachte 57 Jahre in China, davon 30 Jahre in Peking. Er schrieb verschiedene Bücher über die chinesische Sprache, den Buddhismus und das Bankwesen. Neben denen über die Sprache und Kultur des Landes veröffentlichte er auch einen Katalog der chinesischen Sammlung der Bodleian Library (1876). Seine erste Veröffentlichung, A grammar of colloquial Chinese (1853), behandelte den Shanghai-Dialekt (sie erlebte eine zweite Auflage), dieser folgte die Mandarin Grammar, seine zweite chinesische Grammatik. In seinem Werk China’s Place in Philology (1871) versucht er durch einen Vergleich des chinesischen und des indoeuropäischen Wortschatzes zu zeigen, dass die Sprachen Europas und Asiens einen gemeinsamen Ursprung hätten. Im Jahr 1873 reiste er über die Vereinigten Staaten nach England und kehrte 1876 nach Peking zurück. 1880 kündigte er bei der Londoner Missionsgesellschaft, um als Übersetzer für den kaiserlichen chinesischen Seezoll tätig zu werden. Er wurde von der Zollbehörde mit der Herausgabe und Übersetzung einer Reihe westlicher wissenschaftlicher Werke ins Chinesische beauftragt. Das Ergebnis waren die 1898 veröffentlichten 16 Primers for Western Knowledge (西學啟蒙十六種), die Lehrbücher über Zoologie, Botanik, Chemie, Geografie, Physiologie, Logik und andere Fächer enthielten. Im Jahr 1903 überlebte er eine Typhuserkrankung und schrieb noch im Alter von 81 Jahren. Er starb am Ostersonntag des Jahres 1905 in Shanghai.
Seine Werke Chinese Buddhism und Religion in China erschienen in der Trübner’s Oriental Series. Verschiedene andere seiner Bücher erschienen bei der Presbyterian Mission Press in Shanghai.

## Publikationen

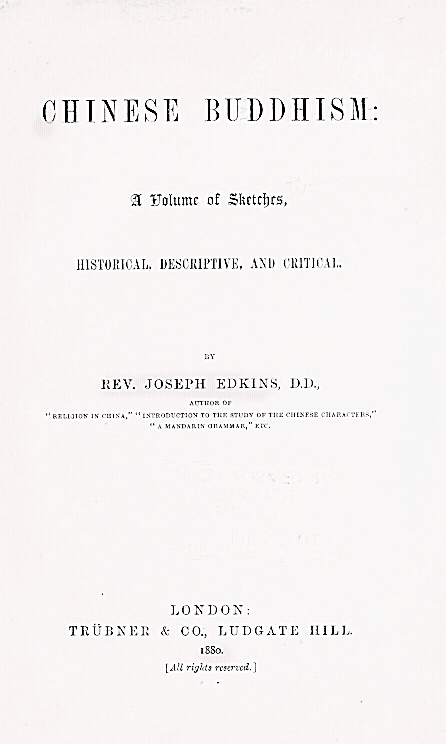
Chinese Buddhism, by Joseph Edkins, 1880

- Joseph Edkins: Grammar of Colloquial Chinese: as exhibited in the Shanghai dialect. Presbyterian Mission Press. Shanghai 1853
- Joseph Edkins: A grammar of the Chinese colloquial language commonly called the Mandarin dialect. 1857 Presbyterian mission press. Shanghai (A grammar of the Chinese colloquial language commonly called the Mandarin dialect). Joseph Edkins. 1864 Presbyterian mission press. Shanghai
- Joseph Edkins: Progressive lessons in the Chinese spoken language: with lists of common words and phrases, and an appendix containing the laws of tones in the Peking dialect. 1864 Presbyterian mission press. Shanghai
- Joseph Edkins: vocabulary of the Shanghai. 1869. Presbyterian Mission. Shanghai
- Joseph Edkins: The Miau-tsi tribes. Rozario, Marcal and Co.; Foochow
- Joseph Edkins: China's place in philology: an attempt to show that the languages of Europe and Asia have a common origin. 1871
- Joseph Edkins: Introduction to the study of the Chinese characters. 1876. Trübner & co.; Hertford
- Joseph Edkins: A catalogue of chinese works in the Bodleian library. 1876. Clarendon Press
- Joseph Edkins: Chinese Buddhism: a Volume of Sketches, Historical, Descriptive, and Critical. 1880. London. Trübner & Company (Digitalisat)
- Joseph Edkins: The evolution of the Chinese language: as exemplifying the origin and growth of human speech. 1888 Trübner and Company
- Joseph Edkins: Opium: Historical Note; or The Poppy in China. American Presbyterian Mission Press. Shanghai 1898
- Joseph Edkins: currency. 1901. Presbyterian Mission Press. Shanghai
- Joseph Edkins: The revenue and taxation of the Chinese empire. 1903. Presbyterian Mission Press (Digitalisat)
- Joseph Edkins: and prices in China. 1905. Shanghai. Presbyterian Mission Press